# Трубченинова
Трубченинова — деревня в Карачевском районе Брянской области в составе Ревенского сельского поселения.

## География
Находится в восточной части Брянской области на расстоянии приблизительно 20 км по прямой на юго-запад от районного центра города Карачев.

## История
Упоминалась с XVII века. В XVIII—XIX веках — владение Тевяшовых, Львовых, Савельевых, Бутурлиных и других помещиков. В 1866 году здесь (деревня Карачевского уезда Орловской губернии) было учтено 19 дворов, в 1928 — 47 хозяйств.

## Население
Численность населения: 201 человек (1866 год), 238 (1926), 5 человек в 2002 году (русские 100 %), 4 в 2010.